# Mây ti
Mây ti, ký hiệu khoa học Ci (từ tiếng La tinh Cirrus, nghĩa là tua cuốn) hay còn được gọi là mây Cirrus là một kiểu mây được đặc trưng bằng các dải mỏng, tương tự như nắm hay túm tóc, lông; thường được kèm theo là các búi hay chùm, nên trong một vài ngôn ngữ, như tiếng Anh, người ta thường gọi nó (không tiêu chuẩn) là 'mare's tail', nghĩa đen là "lông đuôi con ngựa cái". Đôi khi các đám mây ti trải rộng đến mức chúng không thể phân biệt được từ nhau bằng thị giác, hình thành nên một tầng mây ti, gọi là mây ti tầng (Cirrostratus, ký hiệu Cs). Đôi khi, sự đối lưu ở các cao độ lớn sinh ra một dạng khác của mây ti, gọi là mây ti tích (Cirrocumulus, ký hiệu Cc hay CC), một kiểu của các búi mây nhỏ, chứa các giọt nhỏ là nước siêu lạnh.
Nhiều dạng mây ti sinh ra các tơ trông giống như tóc, là các tinh thể nước đá nặng hơn, được ngưng tụ từ mây ti. Những "vệt rơi xuống" này, một dạng của mưa biến dạng, thường chỉ ra sự khác biệt trong chuyển động của không khí (phong thiết) giữa phần trên của mây ti và không khí phía dưới nó. Đôi khi đỉnh của mây ti chuyển động nhanh trên lớp không khí chậm hơn hoặc là vệt đang rơi vào lớp không khí phía dưới chuyển động nhanh hơn. Hướng của các loại gió này cũng biến đổi.

## Hình thành
Mây ti được hình thành khi hơi nước đóng băng thành các tinh thể nước đá tại các cao độ trên 8.000 m (26.000 ft). Do độ ẩm khá thấp tại các cao độ lớn nên chúng có xu hướng là rất mỏng. Ở các cao độ này, các máy bay để lại các dấu vết ngưng tụ mà chúng có thể chuyển thành mây ti. Điều này xảy ra khi khí nóng thoát ra có chứa nước và hơi nước đó bị đóng băng, để lại dấu vết nhìn thấy. Các vệt dấu vết này có thể ở dạng thẳng khi không có phong thiết, làm cho mây xuất hiện dưới dạng móc cong hay dấu phẩy (Cirrus uncinus), hay một mớ lộn xộn - chỉ thị về nhiễu loạn ở mức cao. Các tinh thể nước đá rơi xuống bị bốc hơi trước khi có thể chạm vào mặt đất.
Các đám mây ti bắt và phản xạ bức xạ hồng ngoại (nhiệt) ở phía dưới chúng (hiệu ứng nhà kính), nhưng cũng phản xạ ánh sáng mặt trời ở mức độ nhất định (suất phản chiếu). Người ta vẫn chưa xác định được là hiệu ứng ròng của mây ti là làm nóng thêm hay lạnh thêm cho Trái Đất. Phần lớn khó khăn nằm ở chỗ lập mô hình hiệu ứng phản chiếu của mây hợp thành từ các tinh thể nước đá có hình dạng và kích thước rất khác nhau cũng như có cấu trúc không đều. Các mô hình cũ có xu hướng đánh giá không đầy đủ hiệu ứng phản chiếu của mây ti. Việc hoàn thiện các mô hình này sẽ góp phần vào việc cải thiện các dự báo về thay đổi khí hậu.

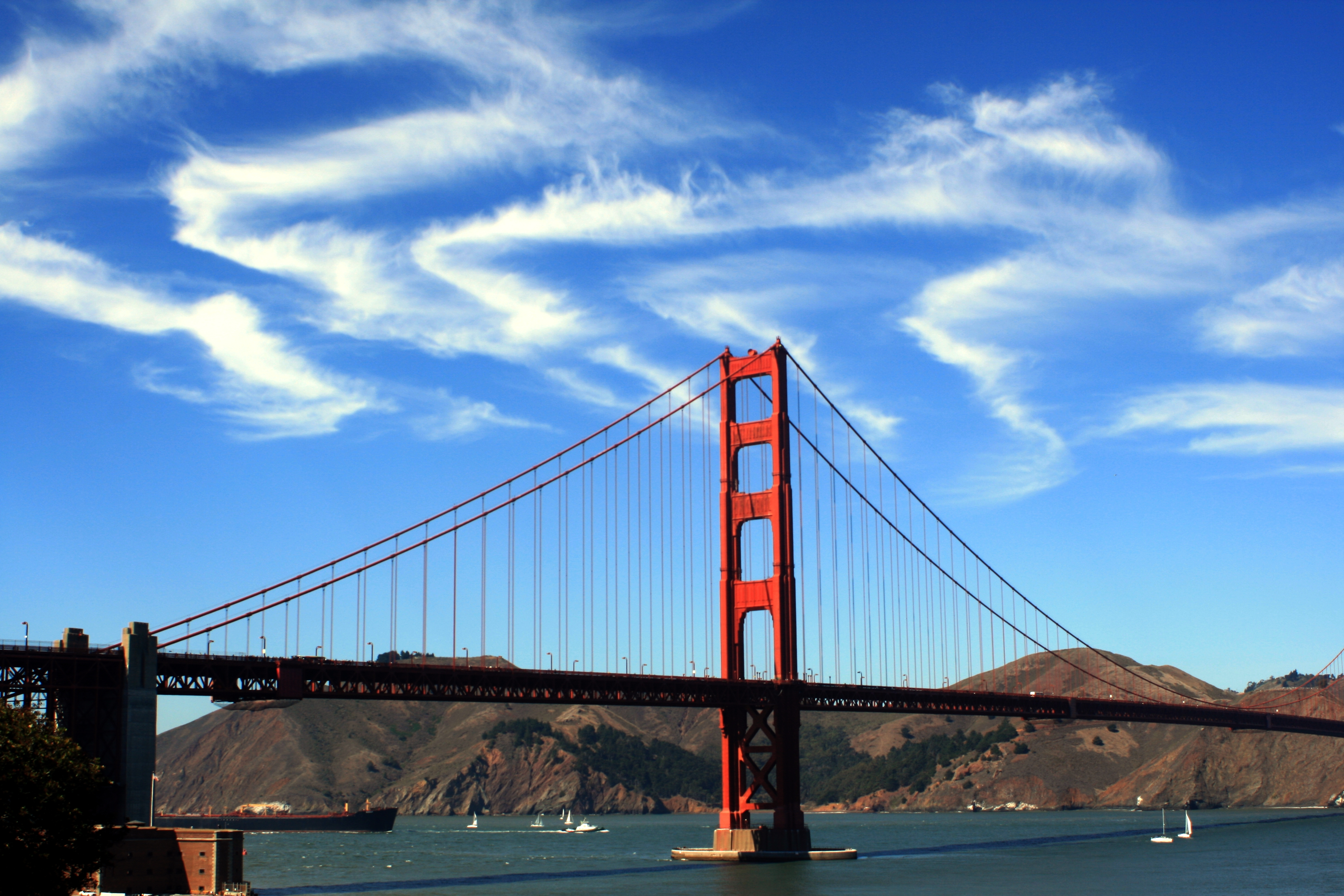
Mây ti phía trên cầu Cổng Vàng.

## Dự báo
Một lượng lớn của mây ti có thể là dấu hiệu cho sự tới gần của hệ thống frông hay nhiễu loạn không khí ở phía trên. Điều này thường có nghĩa là thời tiết sẽ thay đổi, nói chung dễ trở nên có dông tố hơn trong phạm vi 24 giờ. Mây ti cũng có thể là dấu tích sót lại của dông tố. Một màn chắn lớn gồm mây ti và mây ti tầng thông thường kèm theo luồng gió thổi ra ở cao độ lớn của các cơn bão. Mây ti cũng được quan sát thấy là phát triển sau sự hình thành ổn định của các vệt ngưng tụ từ máy bay.